# Guerras da Silésia
As Guerras da Silésia (em alemão: Schlesische Kriege) foram três guerras travadas em meados do século XVIII pela Prússia, do rei Frederico II, contra a Monarquia de Habsburgo, da arquiduquesa Maria Teresa, pelo controle da região da Silésia, na Europa Central. A Primeira (1740–1742) e Segunda (1744–1745) Guerras da Silésia fizeram parte do conflito maior que foi a Guerra da Sucessão Austríaca, em que a Prússia agiu como um membro de uma coalizão que queria ganhos territoriais aos custos da Áustria. A Terceira (1756–1763) fez parte do teatro global da Guerra dos Sete Anos, em que a Áustria por sua vez liderou uma coligação de potências que queria tomar território prussiano.
Nenhum evento em particular foi o estopim das guerras. Em vez disso, a Prússia citou reivindicações dinásticas de séculos antes sobre partes da Silésia como o seu casus belli, porém fatores de Realpolitik e geoestratégicos também desempenharam um fator na provocação do conflito. A disputada sucessão de Maria Teresa como a soberana das posses da Monarquia de Habsburgo sob os termos da Pragmática Sanção de 1713 proporcionaram uma oportunidade para a Prússia de se fortalecer em relação a seus rivais regionais, como a Saxônia e a Baviera.
Considera-se que todas as três guerras terminaram de forma geral em vitórias prussianas, com a primeira tendo resultado na cessão austríaca da maior parte da região da Silésia para a Prússia. Esta emergiu das Guerras da Silésia como uma nova grande potência europeia e o principal país do protestantismo germânico, enquanto a derrota da católica Monarquia de Habsburgo por uma potência germânica menor muito danificou o prestígio da Casa de Habsburgo diante de outros países europeus. O conflito sobre a Silésia antecedeu uma disputa austro-prussiana mais ampla pela hegemonia sobre os povos de língua germânica, o que culminaria com a Guerra Austro-Prussiana de 1866.

## Antecedentes

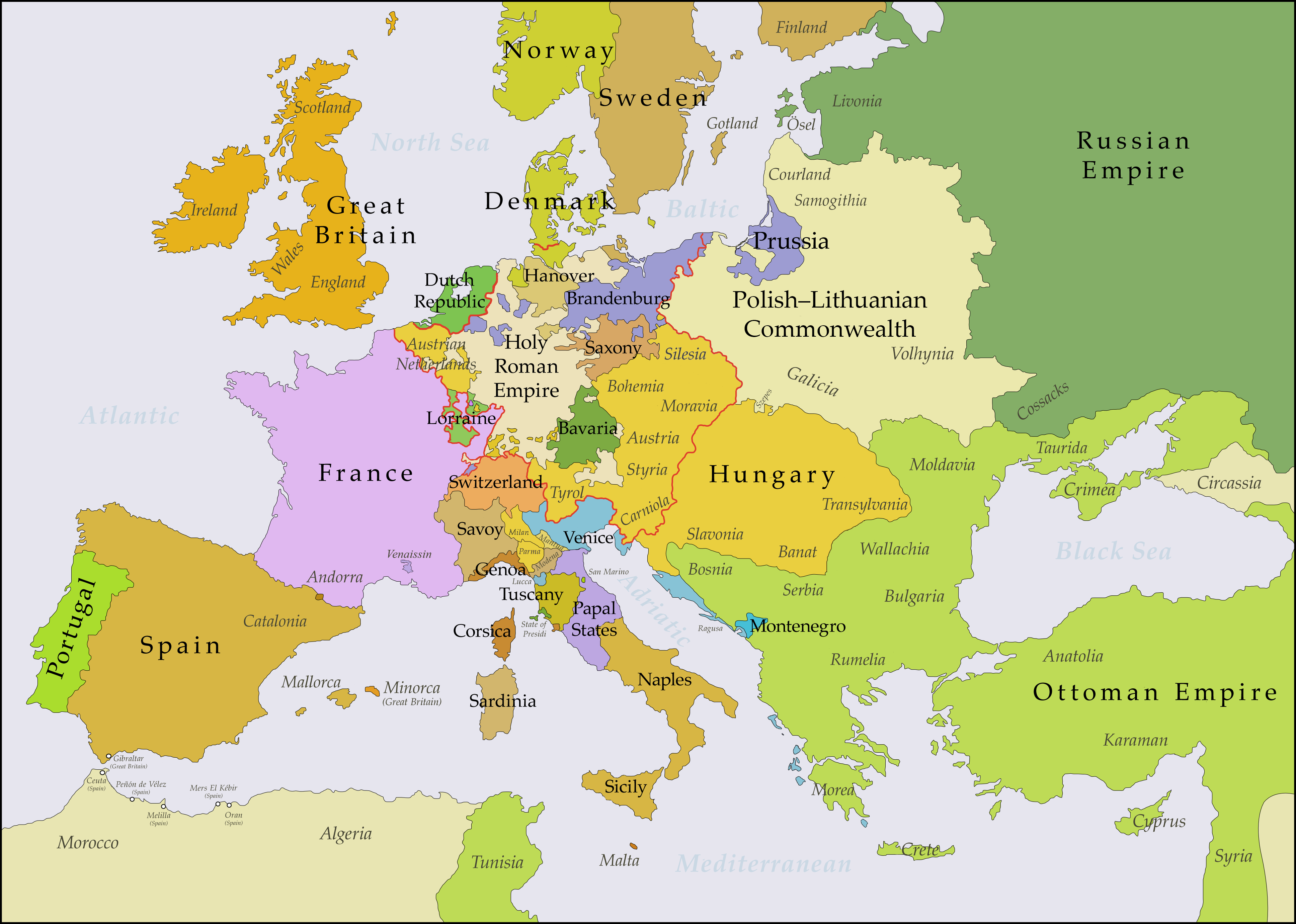
A Europa antes da Primeira Guerra da Silésia, com a Prússia em roxo escuro e a Monarquia de Habsburgo em dourado

No início do século XVIII, a Casa de Hohenzollern, que governava o Reino da Prússia, mantinha reivindicações dinásticas sobre vários ducados dentro da província da Silésia, pertencente à Monarquia de Habsburgo, uma região próspera e populosa que fazia fronteira com a Marca de Brandemburgo, o principal território prussiano. A Silésia, além de seu valor como fonte de receita fiscal, produção industrial e recrutas militares, tinha grande importância geoestratégica. O vale superior do rio Oder formava uma ligação militar natural entre Brandemburgo, o Reino da Boêmia e a Marca da Morávia, com qualquer país que possuísse esse território podendo ameaçar seus vizinhos. A região também estava localizada na fronteira nordeste do Sacro Império Romano-Germânico, o que permitia que seu controlador limitasse a influência da Comunidade Polaco-Lituana e do Império Russo na Germânia.

### Reivindicações prussianas
As reivindicações da Prússia sobre a Silésia eram parcialmente baseadas em um tratado de herança de 1537, firmado entre o piasta silesiano Frederico II, Duque de Liegnitz, e Joaquim II Heitor, Eleitor de Brandemburgo e membro da Casa de Hohenzollern. Esse acordo estipulava que os ducados silesianos de Liegnitz, Wohlau e Brieg passariam para os Hohenzollern de Brandemburgo caso a dinastia piasta da Silésia se extinguisse em qualquer momento no futuro. Na época, o rei Fernando I da Boêmia, o senhor feudal da Silésia e membro da Casa de Habsburgo, rejeitou o acordo e pressionou para que os Hohenzollern fizessem o mesmo. Joaquim III Frederico, Eleitor de Brandemburgo, herdou separadamente em 1603 o ducado silesiano de Jägerndorf de seu primo Jorge Frederico, Marquês de Brandemburgo-Ansbach, e colocou seu segundo filho João Jorge como o novo duque.
João Jorge, na Revolta Boêmia de 1618 e na consequente Guerra dos Trinta Anos, ficou do lado dos estados silesianos em revolta contra o católico imperador Fernando II do Sacro Império Romano-Germânico. Fernando confiscou o ducado de João Jorge depois da vitória católica na Batalha da Montanha Branca em 1621 e recusou-se a devolvê-lo para os herdeiros depois da morte dele, porém os Hohenzollern de Brandemburgo mesmo assim continuaram a se reivindicar como os legítimos governantes de Jägerndorf. Frederico Guilherme, Eleitor de Brandemburgo, passou a reivindicar os ducados de Liegnitz, Wohlau e Brieg em 1675 quando a linhagem piasta silesiana se encerrou com a morte de Jorge Guilherme, Duque de Liegnitz, porém o imperador Leopoldo I discordou das reivindicações dos Hohenzollern e as terras foram confiscadas pela coroa.
Leopoldo, enquanto o Arquiducado da Áustria estava travando a Grande Guerra Turca em 1685, deu a Frederico Guilherme o controle imediato do exclave silesiano de Schwiebus em troca de apoio militar contra o Império Otomano e o fim das reivindicações dos Hohenzollern sobre a Silésia. O imperador tomou de volta o controle de Schwiebus em 1694 depois da morte de Frederico Guilherme e a ascensão de seu filho, Frederico III, afirmando que o território tinha sido designado pessoalmente para o eleitor durante seu tempo de vida. Frederico, quando ainda era herdeiro, tinha secretamente concordado em abrir mão de Schwiebus em troca de Leopoldo pagar algumas de suas dívidas, porém como soberano ele repudiou o acordo e continuou a afirmar as antigas reivindicações dos Hohenzollern sobre Jägerndorf e a herança piasta silesiana.

### Sucessão austríaca

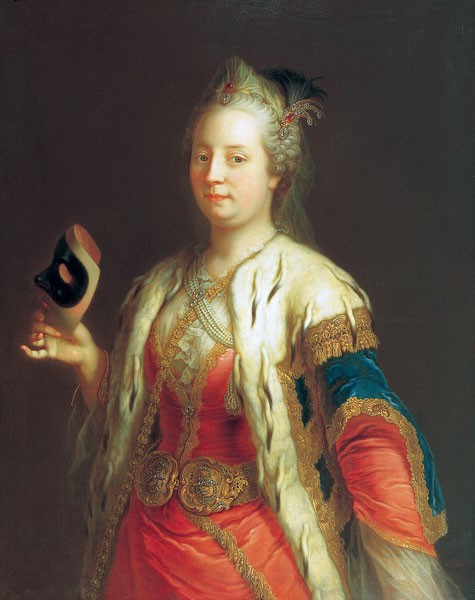
Maria Teresa da Áustria por Martin van Meytens, c. 1744

Duas gerações depois, o rei Frederico II da Prússia, da Casa de Hohenzollern, formou ambições para a Silésia logo depois de ascender ao trono em maio de 1740. Frederico julgou que suas reivindicações dinásticas eram críveis, além de que tinha herdado de seu pai um exército grande e bem treinado e um tesouro real saudável. A Áustria, por outro lado, estava em dificuldades financeiras e seu exército não tinha sido reformado ou reforçado depois de sua vexatória derrota na Guerra Russo-Turca de 1735–1739. A situação estratégica da Europa era favorável a um ataque contra a Áustria, pois a Grã-Bretanha e a França estavam ocupadas com a Guerra da Orelha de Jenkins, enquanto a Suécia estava seguindo em direção a outra guerra contra a Rússia. Os eleitores da Baviera e Saxônia também tinham reivindicações contra a Áustria e era possível que se juntassem no ataque. Apesar das reivindicações dos Hohenzollern proporcionarem um casus belli legal, considerações geoestratégicas e de Realpolitik também desempenharam um papel na provocação da guerra.
Uma oportunidade da Prússia fazer valer suas reivindicações ocorreu quando o imperador Carlos VI morreu em outubro de 1740 sem deixar herdeiros homens. Carlos, por meio da Pragmática Sanção de 1713, tinha estabelecido sua filha mais velha, a arquiduquesa Maria Teresa, como a sucessora de todos os seus títulos hereditários. Assim, com a morte do pai, ela se tornou a soberana da Áustria e também das terras da Boêmia e Hungria dentro da Monarquia de Habsburgo. A Pragmática Sanção foi geralmente reconhecida pelos estados imperiais durante a vida de Carlos, porém ela foi contestada pela Prússia, Baviera e Saxônia logo depois da sua morte.

### Prelúdio
Frederico enxergou a sucessão feminina austríaca como um momento oportuno para tomar a Silésia, descrevendo-o a Voltaire em uma carta como "o sinal para a completa transformação do antigo sistema político". O rei argumentou que a Pragmática Sanção não se aplicava a Silésia, que era mantida pelos Habsburgo como parte do domínio imperial em vez de uma possessão hereditária. Frederico também argumentou que seu pai, o rei Frederico Guilherme I, tinha concordado com a Pragmática Sanção em troca de garantias de apoio austríaco às reivindicações dos Hohenzollern pelos ducados de Jülich e Berg, na Renânia, algo que não se materializou.
Enquanto isso, os príncipes-eleitores Carlos Alberto da Baviera e Frederico Augusto II da Saxônia tinham se casado, cada um, com primas mais velhas de Maria Teresa oriundas de um ramo mais sênior da Casa de Habsburgo, com ambos usando essas conexões matrimoniais para justificar reivindicações a territórios dos Habsburgo na ausência de um herdeiro masculino. Frederico Augusto, que também governava a Comunidade Polaco-Lituana em união pessoal como Augusto III, estava especialmente interessado em ganhar o controle da Silésia a fim de unir seus dois reinos em um único território contíguo, o que também iria praticamente cercar Brandemburgo. A preocupação de Frederico para evitar algo do tipo também contribuiu para sua pressa em agir contra a Áustria quando surgiu a oportunidade de contestar a sucessão.

## Métodos e tecnologias
Guerras europeias no início da Idade Moderna foram caracterizadas pela ampla adoção de armas de fogo em combinação com as mais tradicionais armas brancas. Exércitos eram construídos ao redor de grandes unidades de infantaria armadas com pederneiras de alma lisa e baionetas. A cavalaria era equipada com sabres e pistolas ou carabinas. A cavalaria leve era usada principalmente para reconhecimento, limpaduras e comunicações táticas, enquanto a cavalaria pesada como reserva tática e empregada em ataques de choque. Artilharia de alma limpa proporcionava suporte de fogo e desempenhava o papel principal em cercos. Estratégias nesse período centravam-se no controle de fortificações chave posicionadas de forma a comandar as regiões e estradas próximas, com a realização de longos cercos também sendo um elemento comum. Batalhas campais decisivas eram relativamente raras, porém desempenhavam um papel maior nas teorias de Frederico sobre guerra do que era comum entre seus rivais contemporâneos.
As Guerras da Silésia, como a maioria dos conflitos armados na Europa durante o século XVIII, foram travadas como "guerras de gabinete", em que exércitos regulares eram equipados e mantidos pelo estado para realizar guerra em nome dos interesses do soberano. Territórios inimigos ocupados eram frequentemente taxados e extorquidos por dinheiro, porém atrocidades em grande escala contra civis eram raras quando comparadas com conflitos do século anterior. Logística militar era um fator decisivo em muitas guerras, pois os exércitos tinham crescido muito para se sustentarem sozinhos em campanhas prolongadas apenas por meio de saques e pilhagem. Suprimentos militares eram armazenados em depósitos centralizados e distribuídos por comboios que eram muito vulneráveis a ataques inimigos. Exércitos geralmente não conseguiam manter operações de combate durante o inverno e normalmente estabeleciam quarteis generais de inverno durante a estação, voltando às campanhas normais na primavera.

## Guerras

### Primeira

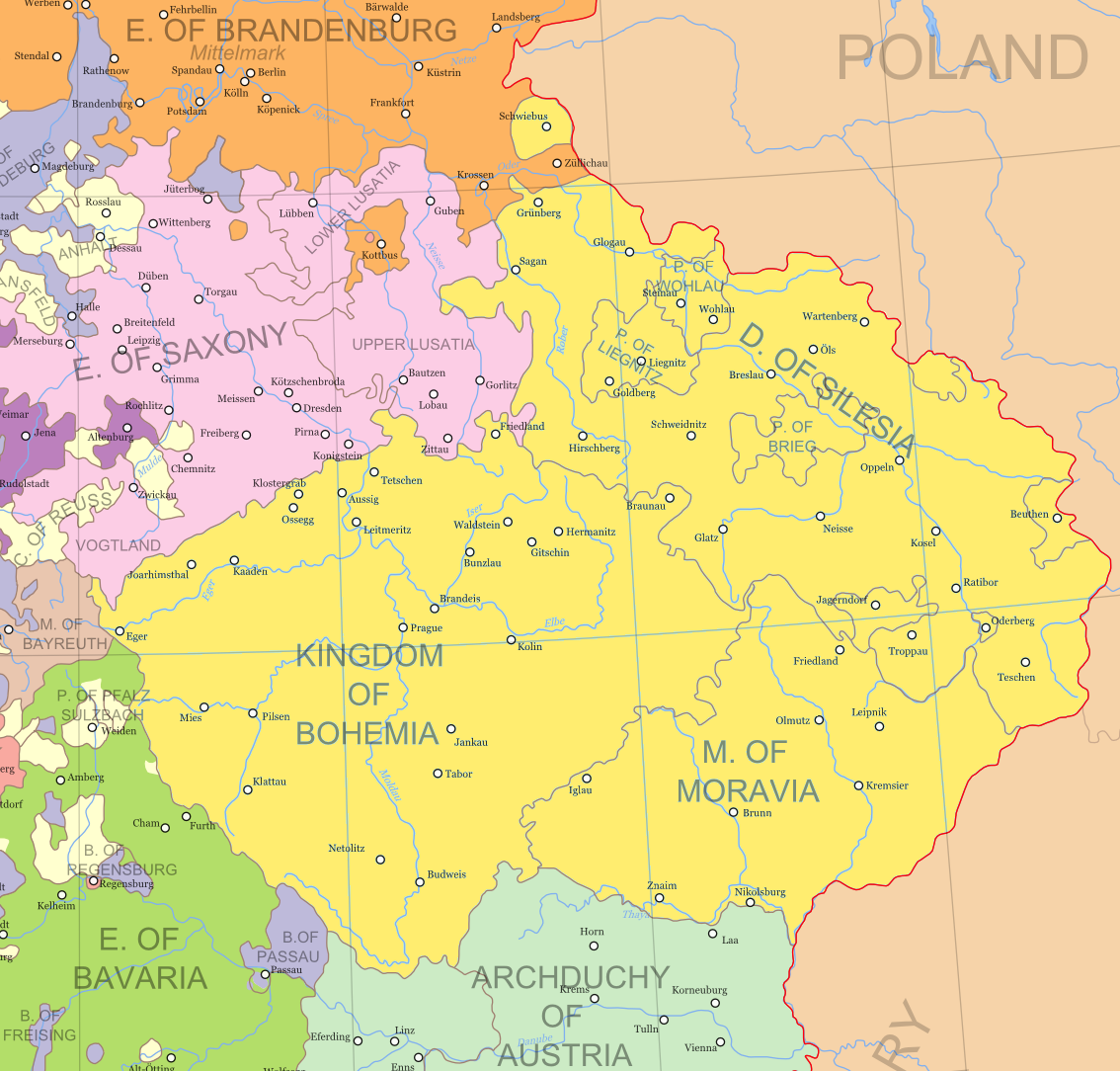
As Terras da Coroa da Boêmia antes da Primeira Guerra da Silésia

Carlos VI morreu em 20 de outubro de 1740 e Frederico rapidamente resolveu atacar primeiro; ele ordenou a mobilização total do Exército Prussiano em 8 de novembro e emitiu um ultimato a Maria Teresa no dia 11 de dezembro exigindo a cessão da Silésia. Em troca, ele ofereceu a garantia de que todas as outras possessões dos Habsburgo não seriam atacadas, o pagamento de uma grande indenização em dinheiro, o reconhecimento da Pragmática Sanção e seu voto como Eleitor de Brandemburgo para Francisco II Estêvão, Grão-Duque da Toscana e marido de Maria Teresa, na eleição imperial que escolheria o sucessor de Carlos.
O rei não esperou uma resposta e, sem uma declaração de guerra, liderou as tropas prussianas através da fronteira pouco defendida da Silésia no dia 16 de dezembro, iniciando a Primeira Guerra da Silésia. Quase toda a Silésia já estava sob controle prussiano até janeiro, enquanto as fortalezas de Glogóvia, Brieg e Neisse estavam cercadas. Uma força austríaca aliviou o cerco contra Neisse em março, porém foram derrotados na Batalha de Mollwitz em 10 de abril, garantindo o controle prussiano da região.
Outras potências sentiram-se confiantes em atacar o arquiducado, ampliando o conflito para a Guerra da Sucessão Austríaca. Baviera, Saxônia, França, Nápoles e Espanha atacaram a Áustria nos meses seguintes, com Frederico iniciando negociações de paz secretas com Maria Teresa com o apoio e mediação da Grã-Bretanha. Prússia e Áustria concordaram com um armistício secreto em 9 de outubro de 1741 em que os austríacos se comprometiam a concederem a Baixa Silésia em troca de paz.
Frederico, ao mesmo tempo que Áustria concentrou suas forças contra seus outros inimigos, concluiu que Maria Teresa não tinha a intenção de honrar os termos do armistício. Ele então repudiou o armistício e renovou suas próprias operações ofensivas com o objetivo de pressionar os austríacos ainda mais. As forças prussianas avançaram para a Morávia em dezembro de 1741, ocupando a capital Olmütz e cercando Glatz, na extremidade da Boêmia. Carlos Alberto ganhou a eleição imperial em janeiro de 1742 e se tornou o novo Imperador Romano-Germânico como Carlos VII. Frederico organizou um avanço conjunto através da Morávia em direção a Viena junto com saxônicos e franceses, porém estes aliados estavam relutantes e pouco cooperativos, com a campanha sendo abandonada em abril e os prussianos recuando para dentro da Boêmia e da Alta Silésia.
Um contra-avanço austríaco na Boêmia enfrentou as forças de Frederico em 17 de maio, quando foram por pouco derrotados na Batalha de Chotusitz. Isto deixou os austríacos sem meios imediatos de afastar seus inimigos da Boêmia e assim renovaram suas conversas de paz com a Prússia. A Áustria, sob pressão britânica, concordou em ceder a maior parte da Silésia, junto com o Condado de Glatz na Boêmia, enquanto manteriam pequenas partes da extremidade sul da Silésia, incluindo o Ducado de Teschen e partes dos ducados de Jägerndorf, Troppau e Neisse. A Prússia concordou em arcar com algumas das dívidas austríacas e permanecer neutra pelo restante da guerra. O acordo de paz foi adotado com o Tratado de Breslau, que encerrou a Primeira Guerra da Silésia em 11 de junho de 1742, sendo depois formalizado no Tratado de Berlin.

### Segunda

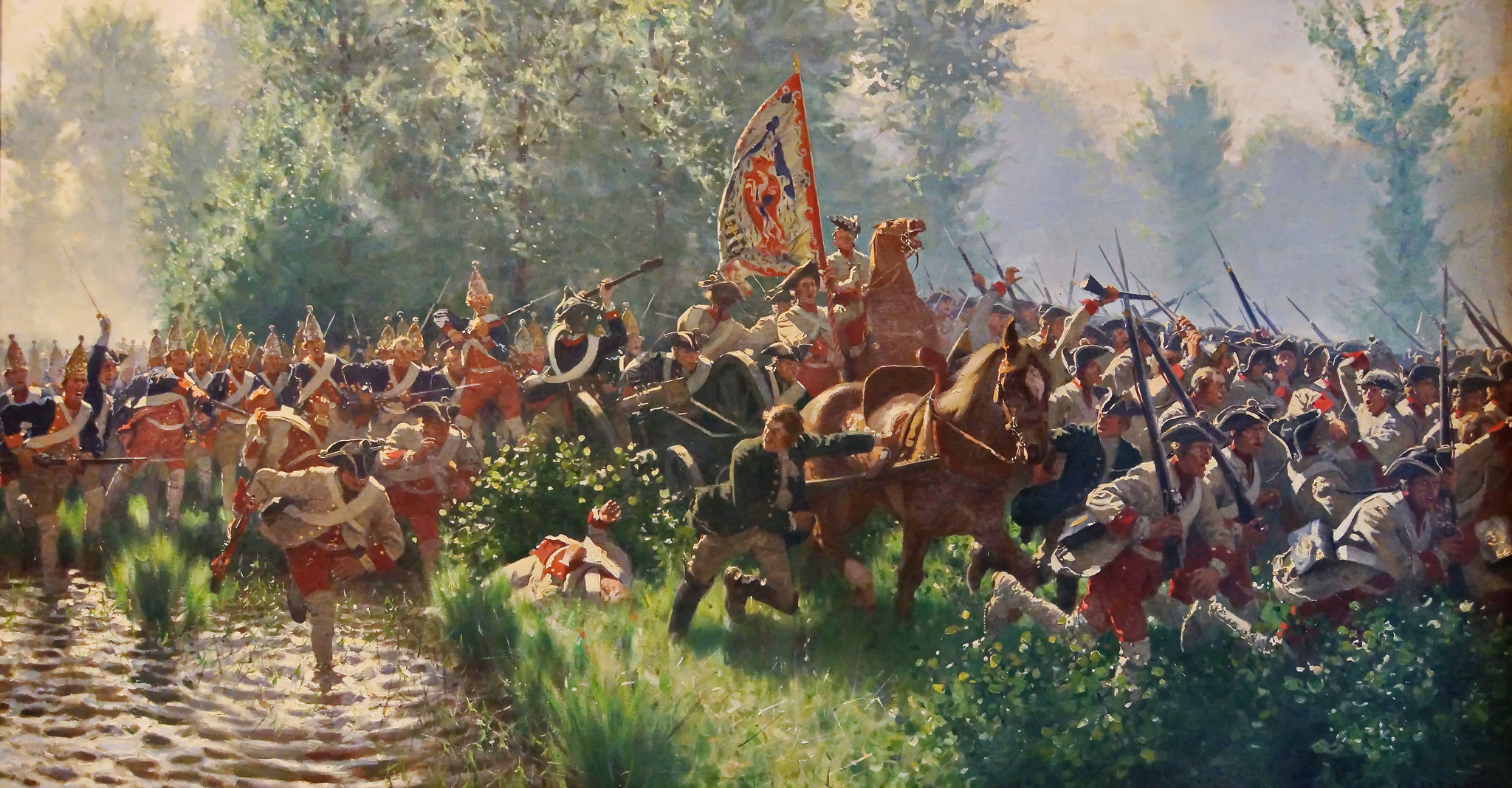
Forças prussianas e saxônicas na Batalha de Hohenfriedberg, por Carl Röchling

A paz com a Prússia permitiu que os austríacos e seus aliados anglo-hanoverianos revertessem os ganhos feitos pelos franceses e bávaros em 1741. A Áustria já tinha recuperado o controle da Boêmia até 1743, tendo forçado o recuo dos franceses para o outro lado do rio Reno e ocupado a Baviera. Grã-Bretanha, Áustria e Sardenha formaram uma nova aliança sob o Tratado de Worms, o que fez Frederico suspeitar que Maria Teresa queria retomar a Silésia assim que a guerra estivesse finalizada nos outros frontes. Consequentemente, a Prússia declarou sua intervenção no conflito em favor de Carlos VII em 7 de agosto de 1744, com Frederico liderando soldados pela fronteira com a Boêmia uma semana depois, iniciando a Segunda Guerra da Silésia.
As forças prussianas convergiram sobre Praga, cercando-a em 16 de setembro, com esta nova ameaça atraindo o exército austríaco de volta da França através da Baviera. Os franceses não conseguiram atrapalhar a movimentação austríaca e assim a Áustria foi capaz de retornar rapidamente para a Boêmia com forças totais. Frederico reuniu seus exércitos ao redor de Praga e tentou forçar uma batalha decisiva, porém o comandante austríaco, conde Otto Ferdinand von Abensperg und Traun, focou seus esforços na quebra das linhas de suprimentos dos invasores, acabando por forçar os prussianos a abandonarem a Boêmia em novembro e recuarem para a Baixa Silésia.
A Áustria estabeleceu uma nova "Quádrupla Aliança" em janeiro de 1745 com a Grã-Bretanha, Saxônia e Países Baixos. Enquanto isso, Carlos VII morreu em 20 de janeiro, destruindo o motivo por trás da aliança de Frederico. A Áustria renovou sua ofensiva contra a Baviera em março, derrotando decisivamente o exército franco-bávaro em 15 de abril na Batalha de Pfaffenhofen e fazendo paz com Maximiliano III José, Eleitor da Baviera e filho de Carlos VII, por meio do Tratado de Füssen, assinado no dia 22.

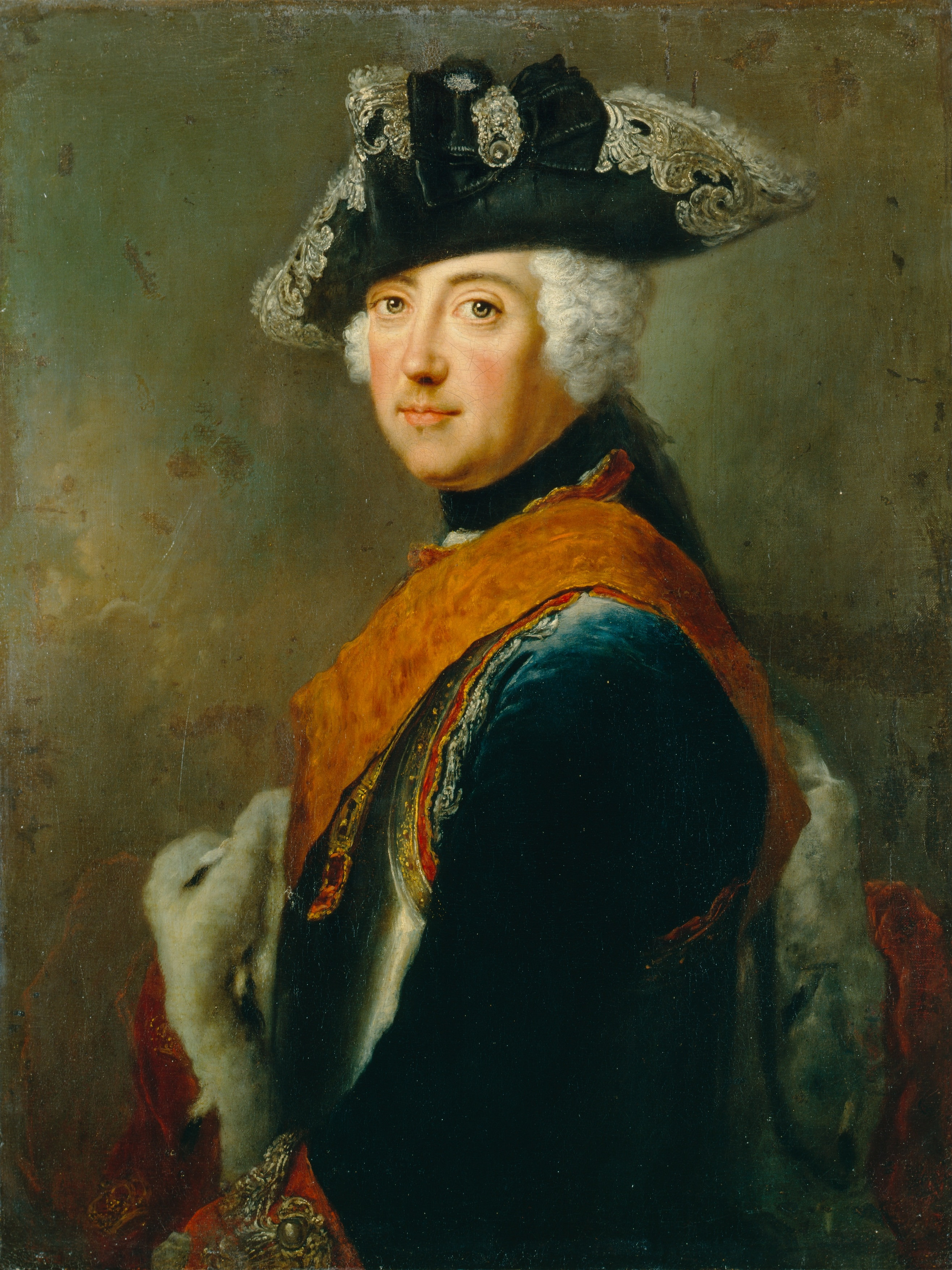
Frederico II da Prússia por Antoine Pesne, 1745

Os austríacos iniciaram uma invasão da Silésia depois de derrotarem os bávaros. O exército austríaco-saxônico cruzou as Montanhas dos Gigantes para a Silésia no final de maio, sendo surpreendidos e derrotados decisivamente por Frederico em 4 de junho na Batalha de Hohenfriedberg, removendo qualquer perspectiva imediata da Áustria retomar a Silésia. Os prussianos seguiram o exército austríaco-saxônico até a Boêmia, acampando ao longo do rio Elba enquanto Frederico tentava chegar a um acordo de paz. Maria Teresa, no decorrer dos meses seguintes, conseguiu apoio de príncipes-eleitores suficientes para eleger seu marido como Imperador Romano-Germânico, com ele assumindo o nome de Francisco I em 13 de setembro. Ela dessa forma alcançou um de seus maiores objetivos na guerra.
O acampamento de Frederico na Boêmia foi atacado pelos austríacos em 29 de setembro, resultando em uma vitória prussiana na Batalha de Soor, mesmo com números inferiores. Poucos suprimentos forçaram os prussianos a recuarem para a Alta Silésia para o inverno. A Áustria e a Saxônia prepararam uma invasão dupla surpresa de Brandemburgo na esperança de tomarem Berlim. Frederico surpreendeu os invasores austríacos em 23 de novembro na Batalha de Hennersdorf, confundindo e espalhando uma força austríaca superior. Enquanto isso, outro exército prussiano sob o comando de Leopoldo I, Príncipe de Anhalt-Dessau, avançou sobre o oeste da Saxônia e atacou e destruiu o principal exército saxônico em 15 de dezembro na Batalha de Kesselsdorf, em seguida ocupando Dresden.
Os beligerantes rapidamente negociaram um acordo de paz em Dresden, sob o qual Maria Teresa reconhecia o controle prussiano sobre a Silésia e Glatz, enquanto Frederico reconhecia Francisco como Imperador Romano-Germânico e novamente comprometia-se com neutralidade pelo restante da Guerra da Sucessão Austríaca. A Saxônia, por sua participação na aliança austríaca, foi obrigada a pagar uma quantia de um milhão de reichthalers em reparações para a Prússia. As regiões de fronteira foram confirmadas para status quo ante bellum, que era o principal objetivo prussiano. O Tratado de Dresden foi assinado em 25 de dezembro de 1745, encerrando a Segunda Guerra da Silésia entre Áustria, Saxônia e Prússia.

### Interbellum
A Guerra da Sucessão Austríaca continuou por mais dois anos depois da saída da Prússia, finalmente terminando em abril de 1748 com o Tratado de Aquisgrão. Maria Teresa, apesar dos compromissos feitos anteriormente sob o Tratado de Dresden, ainda assim recusou-se a dar o reconhecimento do Sacro Império Romano-Germânico para a soberania prussiana da Silésia. Frederico, por sua vez, continuou a recusar-se a reconhecer a soberania de Maria Teresa sobre as terras boêmias pela Pragmática Sanção. O fundamental conflito sobre a Silésia continuou sem resolução e ambos os lados passaram os anos de paz fazendo preparações para uma nova guerra.
A Prússia expandiu e construiu fortificações em pontos estratégicos da Silésia, reequipando suas unidades de artilharia com canhões maiores. A coroa estabeleceu o primeiro banco central prussiano e o tesouro público acumulou seus excedentes em uma caixa de guerra durante os tempos de paz. Diplomaticamente, Frederico trabalhou para manter a aliança com os franceses ao mesmo tempo que aliviava preocupações britânicas sobre o Eleitorado de Hanôver, que o rei Jorge II da Grã-Bretanha governava em união pessoal. Frederico esperava administrar a ameaça austríaca e manter o equilíbrio de poder por esses meios e também ao evitar quaisquer provocações contra a Rússia.
Maria Teresa iniciou uma onda das chamadas Reformas Teresianas da administração e exército austríacos, além de ordenar uma revisão completa da política diplomática do governo. Seu chanceler, o conde Friedrich Wilhelm von Haugwitz, supervisionou uma enorme reforma dos sistemas de impostos do país, o que financiou uma grande expansão dos exércitos de campo austríacos. O marechal de campo conde Leopold Joseph von Daun padronizou os equipamentos do exército e profissionalizou seu treinamento, inspirando-se no modelo prussiano. Maria Teresa entrou em 1746 em um acordo defensivo com a imperatriz Isabel da Rússia e alinhou os dois países contra a Prússia. O príncipe Wenzel Anton von Kaunitz-Rietberg, ministro das relações exteriores, procurou melhores relações com a França, tradicional tival da Áustria, a partir de 1753. Estes esforços levaram a Áustria a abandonar sua aliança com a Grã-Bretanha três anos depois em favor de uma com os franceses, enquanto prussianos e britânicos entraram em uma aliança defensiva, completando uma reorganização diplomática das potências europeias que ficou conhecida como a Revolução Diplomática.

### Terceira

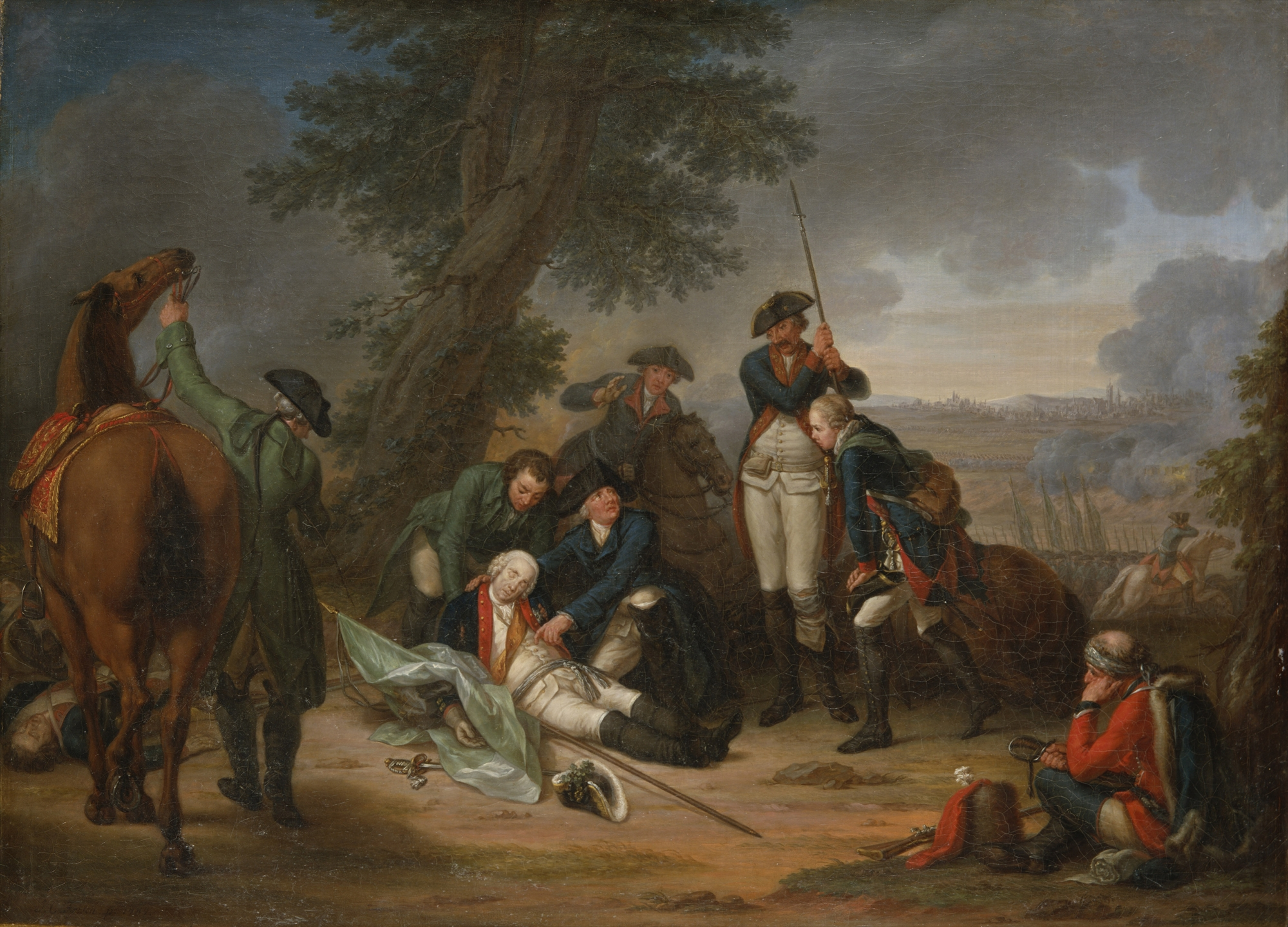
O marechal prussiano Kurt von Schwerin morrendo de seus ferimentos sofridos na Batalha de Praga, por Johann Christoph Frisch

Frederico, ao ver Áustria, França e Rússia formando uma nova coalizão anti-prussiana, ficou convencido de que seria atacado novamente no início de 1757, decidindo agir primeiro novamente. Ele invadiu a Saxônia preventivamente em 29 de agosto de 1756, iniciando assim a Terceira Guerra da Silésia. Os aliados de Áustria e Prússia foram entrando na disputa e o conflito rapidamente ampliou-se para se tornar a Guerra dos Sete Anos. Os prussianos ocuparam a Saxônia no final de 1756 e fizeram grandes avanços na Boêmia no início do ano seguinte, vencendo uma série de batalhas enquanto seguiam para Praga. As forças prussianas afastaram os defensores austríacos em maio na Batalha de Praga, porém sofreram várias baixas, e em seguida cercaram a cidade. Um contra-ataque austríaco culminou em uma grande vitória da Áustria em 18 de junho na Batalha de Kolín, que fez a Prússia recuar completamente para fora da Boêmia. Enquanto isso, russos e suecos do leste e norte conseguiram dividir as forças prussianas. Os invasores russos na Prússia Oriental venceram a Batalha de Gross-Jägersdorf em 30 de agosto, todavia fizeram pouco progresso estratégico devido a recorrentes problemas logísticos.
Forças francesas e austríacas tentaram retomar a Saxônia pelo oeste no final de 1757, porém sofreram uma derrota decisiva em 5 de novembro na Batalha de Rossbach. Esta batalha garantiu o controle prussiano da Saxônia e a derrota reduziu drasticamente a vontade francesa de contribuir no conflito da Silésia. Outro exército austríaco invadiu a Silésia, realizando grandes progressos até serem decisivamente derrotados em 5 de dezembro na Batalha de Leuthen. Os prussianos depois disso perseguiram os derrotados austríacos de volta para a Boêmia e recuperaram o controle de quase toda a Silésia. Um combinado exército prussiano-hanoveriano lançou uma série de ofensivas durante o inverno que acabaram por fazer os franceses deixarem a Vestfália e cruzarem o rio Reno, garantindo o flanco ocidental prussiano pelo restante da guerra.

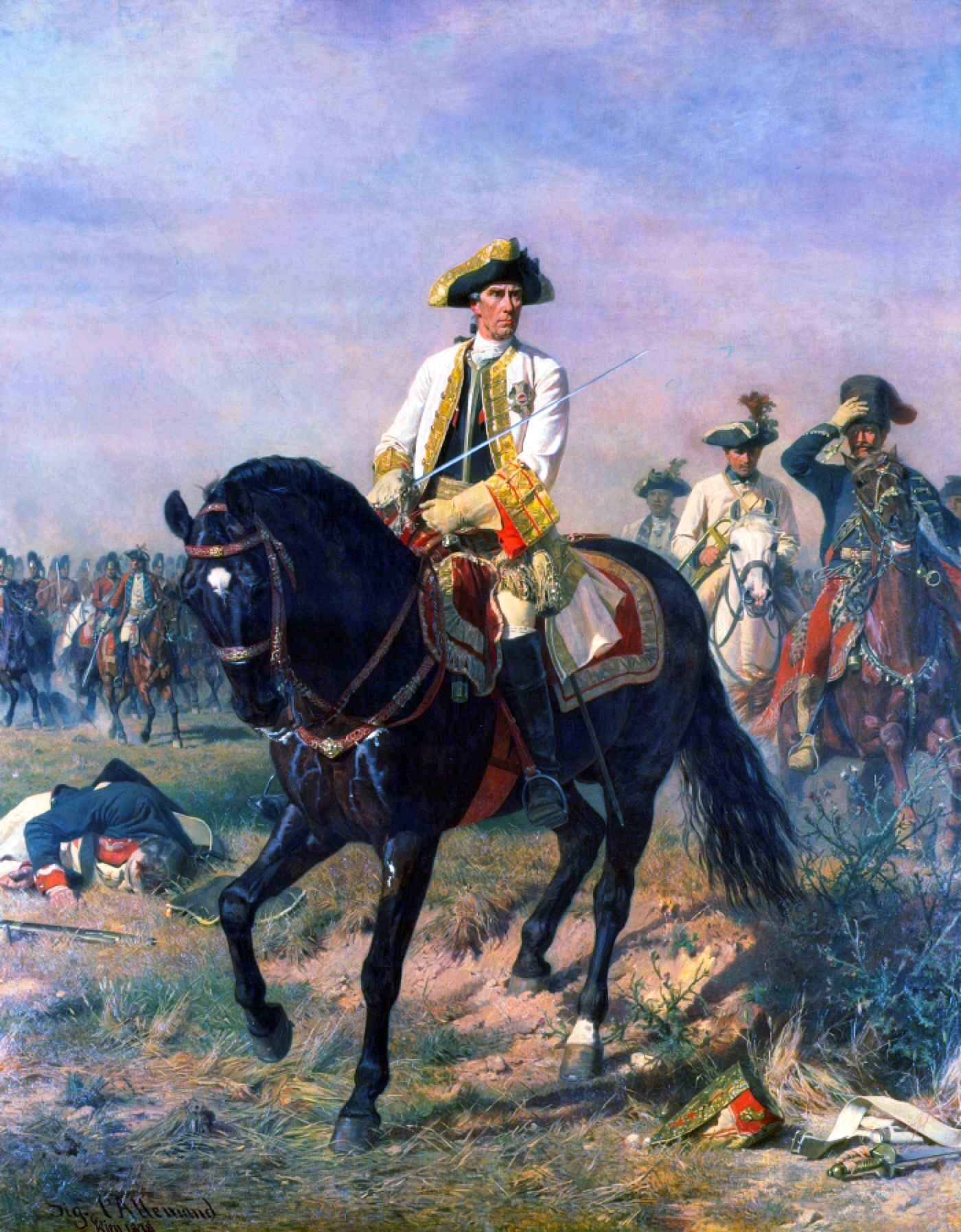
O marechal austríaco Ernst Gideon von Laudon observando a Batalha de Kunersdorf, por Siegmund L'Allemand

A Prússia invadiu a Morávia e cercou Olmütz em maio de 1758. A cidade era bem defendida e os suprimentos prussianos acabaram em junho. Os austríacos interceptaram e destruíram um grande comboio de suprimentos prussianos em 30 de junho na Batalha de Domstadtl, forçando os invasores a abandonarem o cerco e recuarem para a Alta Silésia. Forças russas avançaram sobre a Prússia Oriental a fim de ameaçar Brandemburgo, enfrentando os prussianos na custosa e inconclusiva Batalha de Zorndorf em 25 de agosto. Um exército austríaco que avançava para a Saxônia fez pouco progresso, mesmo tendo vencido a Batalha de Hochkirch em 14 de outubro.
Um avanço unificado realizado por austríacos e russos em 1759 em direção do leste de Brandenburgo culminou em uma enorme derrota prussiana em 12 de agosto na Batalha de Kunersdorf, porém os vitoriosos aliados não perseguiram os derrotados prussianos e tampouco ocuparam sua capital, a cidade de Berlim. Frederico brevemente acreditou depois de Kunersdorf que a guerra estava completamente perdida, porém os conflitos internos da coligação e liderança hesitante deram uma segunda chance para a Prússia, um evento que o rei posteriormente chamou de "Milagre da Casa de Brandemburgo". Os austríacos retomaram Dresden e a maior parte da Saxônia nos meses seguintes, com pequenas ações intermitentes ocorrendo dentro do país até o ano seguinte.
Os austríacos avançaram sobre a Baixa Silésia em 1760, com os exércitos dos dois países manobrando ao redor um do outro por algum tempo até se enfrentarem em 15 de agosto na Batalha de Liegnitz; o confronto terminou em uma vitória prussiana, atrapalhando o avanço austríaco e restaurando o controle prussiano da Baixa Silésia. Os russos e austríacos brevemente ocuparam Berlim no final de 1760, com os principais exércitos de Prússia e Áustria lutando a Batalha de Torgau, terminando com uma vitória prussiana a um elevado custo para ambos os lados. O ano de 1761 teve poucas atividades pois os exércitos austríaco e prussiano estavam exaustos, porém as forças russas avançaram para a Pomerânia e o leste de Brandemburgo, ameaçando um fim decisivo para a guerra no ano seguinte.
A Áustria foi repentinamente abandonada por sua aliada Rússia em janeiro de 1762 depois da morte da imperatriz Isabel. Ela foi sucedida por seu sobrinho ardentemente pró-prussiano Pedro III, que imediatamente convocou seus exércitos de Berlim e da Pomerânia de volta para a Rússia e fez um acordo de paz com Frederico em 5 de maio, o Tratado de São Petersburgo. Pedro foi deposto e morto alguns meses depois, porém nessa época a guerra tinha pendido em favor da Prússia e a Rússia não retornou com as hostilidades. Ambos os lados do conflito estavam quase completamente exaustos e conversas de paz para encerrar a Guerra dos Sete Anos começaram no final de 1762. Os negociadores concordaram em retornar ao status quo ante bellum, confirmando o controle prussiano da Silésia por meio do Tratado de Hubertusburg em fevereiro de 1763. A Prússia comprometeu-se a apoiar a eleição do arquiduque José, filho de Maria Teresa, em uma futura eleição para Imperador Romano-Germânico.

## Consequências

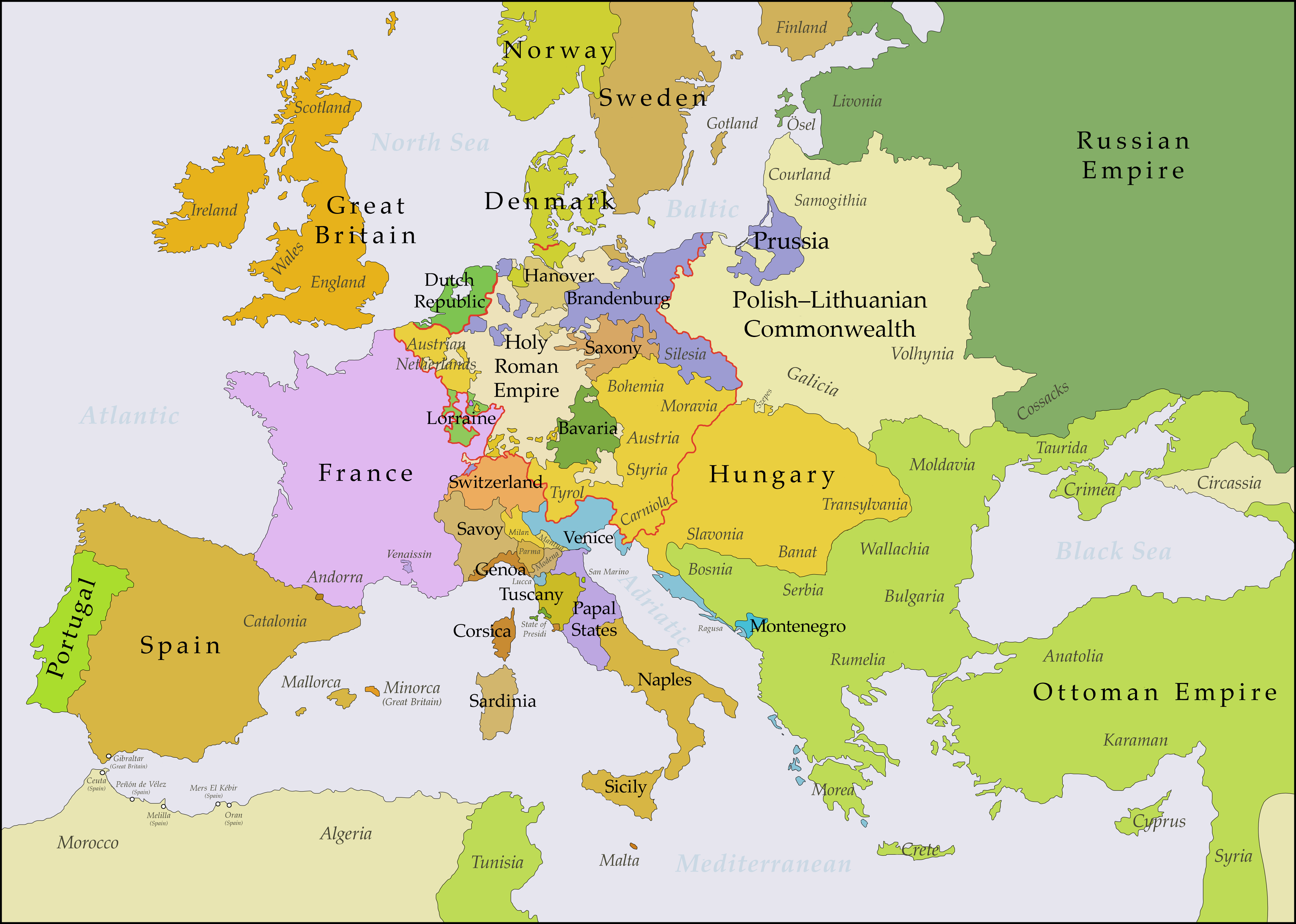
Europa após a Terceira Guerra da Silésia, com a Silésia sob controle prussiano

As Guerras da Silésia terminaram com a vitória da Prússia sobre a Áustria, uma interpretação universal entre contemporâneos e amplamente apoiada pela historiografia posterior. Os prussianos tomaram e defenderam um território que há muito era mantido pelos Habsburgo, com as resoluções de status quo ante bellum para a segunda e terceira guerra confirmando esse fato. Estes conflitos provocaram um grande realinhamento do sistema diplomático europeu da época, estabelecendo uma rivalidade entre Áustria e Prússia que definiria as políticas germânicas por um século até depois da Guerra Austro-Prussiana de 1866.

### Prússia
A inesperada vitória prussiana sobre a Monarquia de Habsburgo diferenciou o país de rivais como Baviera e Saxônia, marcando a ascensão da Prússia como uma grande potência europeia, além da principal potência protestante da região. O reino conquistou 35 mil quilômetros quadrados de território e um milhão de novos súditos em Glatz e na Silésia, região populosa e industrializada que contribuiria com mão de obra e impostos para o governo prussiano. A Silésia deu a Prússia uma posição ameaçadora em relação à Saxônia e Áustria e uma boa defesa contra a Polônia. A reputação pessoal de Frederico cresceu enormemente pelos seus sucessos nas guerras, ganhando o epíteto de "Frederico, o Grande". A mudança de lado russa depois da morte de Isabel e o apoio financeiro britânico foram logo esquecidos, enquanto as memórias de sua liderança enérgica e gênio tático foram amplamente promovidas. Seu pequeno reino tinha derrotado a Monarquia de Habsburgo e defendido seu prêmio contra Áustria, Grã-Bretanha, Saxônia, Rússia, Suécia e França, uma realização que pareceu milagrosa para observadores contemporâneos.
As guerras, apesar de algumas vezes terem sido representadas como um momento importante da ascensão prussiana, devastaram sua economia e população, com boa parte do reinado restante de Frederico tendo sido gasto reparando os danos. Ele continuou a política de seu pai de encorajar refugiados protestantes de reinos católicos a irem morar na Prússia com o objetivo de mitigar as perdas populacionais. Repetidas desvalorizações monetárias impostas para financiar os conflitos levaram a inflação e grandes problemas econômicos na Prússia e na Saxônia ocupada. O estado, depois das guerras, começou a usar sua rede de depósitos de grãos militares e impostos a fim de estabilizar o preço dos alimentos e aliviar a escassez de grãos. A Prússia também estabeleceu um sistema de previdência social primitivo para os empobrecidos e veteranos desabilitados.
As forças armadas prussianas sofreram enormes baixas nas guerras e o corpo de oficiais foi seriamente reduzido. Depois do fim da terceira guerra, o estado não tinha mais o dinheiro nem pessoal necessário para reconstruir seu exército para aquilo que era na época da ascensão de Frederico. Os prussianos lutaram mal na posterior Guerra da Sucessão Bávara de 1778 a 1779, mesmo estando novamente sob o comando pessoal de Frederico, com a Prússia também não tido um bom desempenho nas Guerras Revolucionárias Francesas entre 1792 e 1795. Os prussianos foram decisivamente derrotados pelas forças francesas de Napoleão Bonaparte em 1806 na Batalha de Jena–Auerstedt; foi apenas depois de uma série de reformas motivadas pelos desastres de 1806 e 1807 que o poderio militar prussiano voltou a crescer.

### Áustria
As derrotas nas Guerras da Silésia custaram à Monarquia de Habsburgo sua província mais rica, enquanto a capitulação para um monarca menor manchou significativamente o prestígio da Casa de Habsburgo. A confirmação da Prússia como uma grande potência e o aumento do prestígio de Frederico e seu exército tornaram-se ameaças duradouras para a hegemonia austríaca da Germânia. Ainda assim, Maria Teresa, ao conquistar o apoio prussiano para as eleições imperiais de seu marido e filho, garantiu a continuação da preeminência de sua família no Sacro Império Romano-Germânico, porém isto era bem menos do que ela desejava. A derrota nas duas primeiras Guerras da Silésia diante de um inimigo aparentemente tão inferior criou um grande ímpeto para mudanças dentro da Monarquia de Habsburgo, resultando na primeira onda das Reformas Teresianas: uma ampla reestruturação da administração e exército dos Habsburgo e o total realinhamento de sua política externa por meio da "Revolução Diplomática".
A nova decepção na terceira guerra fez com que uma segunda onda das Reformas Teresianas ocorresse. A Monarquia de Habsburgo implementou em 1761 um novo governo e órgãos políticos centralizados para aprimorar o caótico processo executivo. Enormes esforços para melhorar a coleta de impostos nas décadas de 1760 e 1770, particularmente na Lombardia e nos Países Baixos Austríacos, levaram a grandes aumentos das receitas. A coroa promulgou seu primeiro código de leis comuns em 1766 em um esforço para unificar os sistemas judiciais da Monarquia de Habsburgo. Maria Teresa, com o objetivo de aumentar a capacidade dos camponeses de contribuírem para os impostos, emitiu uma série de decretos entre 1771 e 1778 restringindo o trabalho forçado na Boêmia e Germânia, com seu filho aprofundando o processo em seu Decreto da Servidão. O estado também implementou uma educação primária obrigatória e estabeleceu um sistema de escolas públicas seculares. Amplos esforços para modernizar a Monarquia de Habsburgo pelo meio século seguinte começaram com esses primeiros passos e vieram das derrotas austríacas, culminando com o Josefismo da década de 1780.